# Viola nassauvioides
Viola nassauvioides är en violväxtart som beskrevs av Rodolfo Amando Philippi. Viola nassauvioides ingår i släktet violer, och familjen violväxter. Inga underarter finns listade i Catalogue of Life.